# Jasuo Harujama
Jasuo Harujama (japonsko 春山 泰雄), japonski nogometaš, * 4. april 1906, Tokio, Japonska, † 17. junij 1987.
Za japonsko reprezentanco je odigral štiri uradne tekme.